# 佐伯奈々
佐伯 奈々（さえき なな、1985年12月29日 - ）は、日本の元AV女優。ツートッププロ（ロータスグループ）に所属していた。

## 略歴・人物
- 2007年に『真中出し巨乳シースルー』佐伯なな名義でAVデビュー。
- 2009年9月30日に自身のブログにてAV引退を発表した。12月3日、引退式を開催[2]。
- 2011年にAV業界誕生30周年を記念して2010年に誕生したセクシー集団「BRW108」のメンバーとなる[3]。
- 2010年12月に『バーチャル3D』で復活した[4]。
- 新潟県出身 趣味・特技：バドミントン

## 作品

### アダルトビデオ
2007年
- 170cmGカップスーパーモデル（4月20日、スターパラダイス）
- もしもこんな○○があったら… パート9（5月4日、V&Rプロダクツ）
- 三冠アイドル!長身×Gカップ×ロリ顔（5月20日、スターパラダイス）
- 女性営業マンのための正しいビジネスマナーQ＆A（6月7日、V&Rプロダクツ）
- ロ●ータ美少女限定 中出し援交サークル 超過激大乱交SP（6月7日、SODクリエイト）
- 巨乳LOVE6 1445cm!総勢15人の巨乳ギャル（6月16日、隼エージェンシー）
- 狙われた人妻 無理やり犯される5人の人妻たち（6月16日、隼エージェンシー）
- 中出しされた女教師たち（6月19日、ミスター・インパクト）
- 養子になったら男は僕一人ぼっちだった…。(6月21日、アキノリ）
- セクハラ 4 暴れるんじゃない、これは教育指導だ（6月21日、アテナ映像）
- 強制肉便器（7月1日、エッジ）共演:蒼月ひかり、川本凛
- 団地妻生中出し10（7月6日、TMA）
- 巨乳と美貌 佐伯奈々 23歳（7月12日、JFC）
- 新婚妻は裸にエプロン 15（7月13日、クリスタル映像）
- 本物!!現役バドミントン選手が衝撃のAV出演!!（7月19日、SODクリエイト）
- 巨乳スイミングスクール PART.3（7月19日、V&Rプロダクツ）
- ハメられながら受けるフランス料理 テーブルマナー教室（8月4日、SODクリエイト）
- SOFT ON DEMAND 女子社員スペシャル野球拳 in 社員旅行（8月4日、SODクリエイト）
- 癒しのおちち Vol.3（8月10日、テイクワン）
- 黒ストッキングの女性社員たち（8月10日、I.B.WORKS）
- 変態恥療院 2（8月11日、クリスタル映像）
- 責め痴女 トリプルスペシャル（8月17日、レアル・ワークス）
- 素人さんハレンチ水着で男の視線を一人じめしてみませんか?（8月17日、おかず。(ケイ・エム・プロデュース））
- 巨乳美尻 佐伯奈々（8月24日、実録出版）
- お嬢さまはバックで突く突く（8月24日、クリスタル映像）
- G‐cup巨乳お姉さんに痴女られたい!（8月24日、おかず。）
- G-cup以上限定 巨乳モミまくり 撮りおろし4時間（8月24日、おかず。）
- 注文だよっ!! 5（8月25日、モデスト）他出演:あおい美咲
- Sexporting 現役女子体育大生バドミントン選手（9月6日、ディープス）
- ガチハメ!（9月7日、桃太郎映像出版）
- トリプルレズビアン 3 聖白百合女学園の蜜（9月14日、U&K）
- はれんち姦姦 35（9月14日、クリスタル映像）
- 変態恥療院 第2診察室（9月14日、クリスタル映像）
- イイオンナ狩り!～美人姉妹!竜作に犯され粘液まみれ!!～ 完全版（9月18日、ミリオン(ケイ・エム・プロデュース））
- Egoistic Love 被虐願望、美しき盲目の女（9月19日、ドグマ）
- 巨乳温泉コンパニオン 2（9月20日、V&Rプロダクツ）
- 下宿したら男は僕一人ぼっちだった…。 3（10月4日、アキノリ）
- 団地妻 旦那に秘密で悶える美肉妻たち3時間（10月12日、ビッグモーカル）
- VS. 佐伯奈々（10月23日、デジタルアーク）
- 発情OL オフィスで… 22（10月26日、クリスタル映像）
- 接吻汁レズ 2 蒼月ひかり×佐伯奈々（11月5日、ジャネス）
- タナトスプレイ Heroine of Cyber-space（11月9日、GIGA）
- スーパーヒロインドミネーション Vol.11（11月9日、GIGA）
- 酔狂伝 11（11月16日、クリスタル映像）
- 長身モデルの美脚コレクション Vol.1（11月21日、フリーダム）
- 童貞クン初めての手コキ体験（11月22日、アキノリ）
- kira☆kira SPECIAL DANCINGGALS★集団乱交（11月25日、kira☆kira）
- Private-File 01 佐伯奈々 21歳（11月29日、フリー）
- チンチンが3cm大きくなるDVD 気持ちいいオナニーで大きくなれる(秘）トレーニング指南（12月1日、SODクリエイト）※AVグランプリ2008 グランプリステージ エントリー作品
- 非日常的パンスト遊戯 第一章（12月1日、AVS）※AVグランプリ2008 マニアステージ エントリー作品
- ヤリすぎ同棲生活（12月6日、アキノリ）
- 中出し人妻暴行 膣(なか）に注ぎ込んでやる、覚悟しな!3時間（12月15日、ビッグモーカル）
- Homeless Rape 4（12月15日、グローリークエスト）
- 調教レズ 2 ～犯された女子校生～（12月19日、スタイルアート）
- 近親レズ1 義母を犯す娘（12月19日、スタイルアート）
- 現役トップアスリート最強女王決定戦!!（12月20日、SODクリエイト）
- あの現役女子体育大生バドミントン選手佐伯奈々第2弾（12月20日、ディープス）
- 巨乳女狩り 31（12月21日、クリスタル映像）

2008年
- 美人OLのランチタイム オフィス街の肉欲交尾（1月3日、グローリークエスト）
- 現役トップアスリート 肉体情報完全名鑑（1月17日、SODクリエイト）
- コギャル温泉コンパニオン ZABOON（1月18日、ミリオン(ケイ・エム・プロデュース））
- 緊縛鬼イカセ（1月18日、レアル・ワークス）
- 痴虐レズビアンボンテージ 1（1月19日、スタイルアート）
- 接吻汁レズ 3（1月25日、ジャネス）共演:我那覇レイ
- レズ レイプ 3 ～女子校生ガ熟女ヲ犯ス～（1月25日、ジャネス）
- 家出ギャルを騙して犯して中出しポイ捨て!（1月25日、メディアステーション）
- 生・中出しが大好きな女子校生たち 総勢13人をガチハメる!（2月7日、桃太郎映像出版）
- レ・Zu・ビアン 26（2月8日、U&K）
- キャバ嬢とアフター 2（2月8日、LEO）
- W変態巨乳姉妹（2月15日、ジェイモデル）
- 巨大ヒロイン ソフィール（2月22日、GIGA）
- ハレンチ病院（2月22日、クリスタル映像）
- 素人ギャルはエッチが大好き!! 3（2月25日、モデスト）
- 妄想おもらし三昧（3月1日、AVS）
- ドS痴女ダブルマッサージサロン（3月1日、ワンズファクトリー）
- あの現役女子体育大生バドミントン選手 佐伯奈々 VS フィストFUCK!（3月6日、ナチュラルハイ）
- 看護師になりすまして、患者さんの溜まってるザーメンを手コキ セックスでご奉仕性看護!!（3月6日、SODクリエイト）
- お泊まりカメラ君 おじゃましマンション（3月6日、アキノリ）
- 陵辱!奴隷女教師マシンバイブ（3月6日、サディスティックヴィレッジ）
- 全裸系巨乳水泳部チチショー（3月7日、プレミアム）
- 女子校生こすりつけオナニー（3月7日、映天）
- ハーレムファーストフード（3月15日、ジェイモデル）
- 佐伯奈々のスイミング教室（3月20日、アキノリ）
- 見つめられたまましゃぶられてイってしまった僕（4月1日、ワンズファクトリー）
- お見合い乱交大浴場（4月4日、アキノリ）
- ネチョレズ! VOL.1（4月4日、U&K）
- 女子校生の乳首責め手コキ（4月4日、映天）
- 女子校生と69（4月4日、映天）
- IN CAN（4月11日、LEO）
- 巨乳レイプ4時間 第13章（4月12日、隼エージェンシー）
- 非日常的悶絶遊戯第八十章 お天気お姉さん、奈々の場合（4月19日、AVS）
- 夜這い 寝ぼけま○こはスキだらけ!気配を消して吸いつけブチ込め!!（4月24日、イエローボックス）
- 女子校生レズビアン ベロ汁 3（4月25日、ジャネス）
- フリーダム学園 校内集団暴行 4（5月5日、フリーダム）
- 女子校生美尻黒タイツ 自慰顔騎（5月5日、フリーダム）
- フリーダムエステ 美脚フットエステサロン（5月5日、フリーダム）
- 性的浴場 貸切ソープランド3（5月8日、アキノリ）
- ドエロ奥さん 2（5月9日、LEO）
- 妄想癖 エロすぎるオンナの欲求（5月15日、タカラ映像）
- 初2穴・激潮吹き中出しSEX（5月19日、OPERA［オペラ］）
- ミストレスな陵辱レズ 1（5月19日、スタイルアート）
- ラジコン式 バイブ付きパンツを穿いて初めてのアクメおつかいにイクッ!!（5月22日、SODクリエイト）
- ヒロイン触手凌辱 Vol.03（5月23日、GIGA）
- ぶっとび!女子校生ダンス 1（5月25日、未来・フューチャー）
- エロボディ 90cm Gcup（6月5日、ドリームチケット）
- Lesbian Life 4（6月6日、U&K）共演:蒼月ひかり
- 真性アイドル中出し解禁!!（6月13日、アリスJAPAN）
- 調教レズエステ（6月19日、ヒビノ）
- 性的レズ浴場（6月19日、エフセット）
- 女子校生 黒タイツレズ 3（6月25日、ジャネス）
- デカパイでか尻ソープ嬢（7月1日、ワンズファクトリー）
- レズオナ。 VOL.2（7月4日、U&K）
- 女子校生美脚ルーズソックス責め（7月4日、OFFICE K'S）
- レズビアン花嫁 VOL.2（7月4日、映天）
- レズ奴隷 3 狙われた美人社員（7月19日、スタイルアート）
- セクハラ 4 暴れるんじゃない、これは教育指導だ（7月25日、アテナ映像）
- ［苦悶式］初脱糞発狂・2穴中出し激姦（7月25日、OPERA［オペラ］）
- 美巨乳Gカップ妻 初めての不倫温泉旅行（7月25日、竜宮城）
- 絶対に女がエロくなるDVD（8月8日、映天）
- 女子校生美脚ルーズソックス責め（8月8日、OFFICE K'S）
- kira☆kira HIGH SCHOOL GALS Vol.5（8月19日 kira☆kira）
- 女が好きなオンナたちに痴女られる僕（8月25日、ジャネス）
- 拘束フィストファック9 ガバまん拡張（9月1日、CORE）
- 快楽奴隷記録 南国調教の宴（9月7日、アタッカーズ）
- 撮影の打上げで酔っぱらったAV女優をハメちゃいました!!（9月13日、カルマ）
- オ○シ○に勝った超本格派バドミントン選手と対戦して勝ったらその場でAVデビューさせます!!（9月18日、SODクリエイト）共演:松岡真紀
- 裸の大陸 チャリティープロジェクト（9月18日、ナチュラルハイ）
- この巨乳コスプレギャルがすごい!PART2（9月20日、ミュージアム・ネクスト）
- 2穴アナル連続真正中出し10連射!!（9月25日、みるきぃぷりん♪）
- 美尻オイル顔騎エステ倶楽部（9月25日、竜宮城）
- 愛のあるSEXシリーズ BAZOOKA 騎乗位 full spec～上に乗るの大好き～（9月26日、メディアステーション）他多数出演
- 舐め愛レズビアン（10月3日、OFFICE K'S）
- 性の衝動 快楽至上主義（10月13日 FAプロ）
- Bitch PARTY ［ビッチパーティ］（10月21日、h.m.p）
- 巨乳コギャルズパイパン学園（11月19日、イエロー）
- レズビアンヴァンパイア（11月22日、U&K）※AVグランプリ2009 エントリー作品
- お姉さん2人に金○に溜まってるザー汁を手コキで搾り採られた（11月25日、ジャネス）オムニバス作品
- 女子校生こすりつけオナニー（11月25日、竜宮城）他出演:東野愛鈴、七瀬かすみ、横須賀ねね、麻生亜衣、織田ゆめ、牧田さおり
- 超最高級アナルソープ（12月4日、アイエナジー）
- MOODYZファン感謝祭 バコバコバスツアー2009 爆乳女優22名の乱交天国!!（12月13日、MOODYZ）
- 愛のあるSEXシリーズBAZOOKA 背面位 full spec 4時間（12月19日、メディアステーション）
- kira☆kira2周年特別企画 DANCING15GALS☆大乱交レイブ（12月19日 kira☆kira）

2009年
- ヒカリとヤミ ～淫らで歪んだ姉妹愛の行方～（1月1日、カルマ）
- 三穴同時発射（1月7日、桃太郎映像出版）
- 素人カップル対抗!巨乳野球拳 2 新春SP（1月8日、ROCKET）
- 美脚×ローライズ短パン×露出デート（1月13日、マルクス兄弟）
- 美尻フェチ デッカイお尻でシゴかれたい!（1月13日、マルクス兄弟）
- みるスポ!×アナルFuck（1月7日、みるきぃぷりん♪）
- 性感レズエステ VOL.3（1月16日、カルマ）
- 巨乳淫乱オフィスレディー（1月19日、イエロー）
- 手コキでベロちゅ～ 5（1月19日、イエロー）
- 覚醒オーガズム 【NANA】（1月20日、スターパラダイス）
- Shake Body Ver.8（2月1日、AVS）
- MOODYZファン感謝祭 裏バコバコバスツアー2009 本編未収録!AVアイドル16名の本気FUCK!!（2月1日、MOODYZ）他15名共演
- 転校したら男は僕一人ぼっちだった…。 5（2月5日 アキノリ）
- ロケットおっぱい20人 マイクロビキニでドキッ巨乳だらけの水泳大会（2月5日、ROCKET）
- THE ガチンコプロレズ 潮!潮!潮!そしてロメロ★スペシャル（2月5日 サディスティックヴィレッジ）
- 脱ぎたてホクホクパンティー手コキ&フェラ3（2月19日、イエロー）
- ペニバン・ブーツ・レズビアン 3（2月25日、ジャネス）
- パイズリは狭射だよな! 2（3月1日、ワンズファクトリー）
- 浜崎りお、佐伯奈々の巨乳天国バーチャルソープ（3月5日 ROCKET）
- マイクロビキニでドキッ!巨乳だらけの水泳大会の裏舞台でエッチな女優さんたちとお仕事抜きでセックスできるのか!?（3月5日 ROCKET）
- ペニバンでハメ撮りするS女（3月5日、未来・フューチャー）
- S嬢がM嬢をレイプするとこうなる（3月5日、未来・フューチャー）
- 美脚網タイツ（3月5日、フリーダム）
- テラちんぽアナル（3月7日、みるきぃぷりん♪）
- アナル拷問 ～セカンドシーズン～（3月19日、ディープス）
- ちんぐり返しアナル舐め手コキ2（3月19日、イエロー）
- お花見会場でほろ酔いしているお姉さん限定! 過激でHなレズナンパ（4月1日、V (ヴィ））
- OLの黒ストッキング（4月5日、フリーダム）
- フェラコレ2009春SP（4月15日、隼エージェンシー）
- 巨乳ミニスカ女 アナル狩り!（4月17日、ゴーゴーズ）
- ガンギマリアナル 4（4月18日、ナチュラルハイ）
- お元気クリニック Vol.3（4月19日、AVS）
- 巨乳ナースステーション（4月19日、イエロー）
- ボイン大好きしょう太くんのHなイタズラ（5月1日、グローリークエスト）
- 社長秘書はインテリ痴女（5月1日、ワンズファクトリー）
- パンツの隙間から手コキしてくる8人の女達（5月5日、ジャパン）
- 人妻潮吹き町内会（5月19日、イエロー）
- 絶頂お漏らし失禁アクメレズビアン（5月19日、アンナと花子）
- 制服美人お姉さん26人の、濃厚スペルマごっくん手コキ240分!（5月19日、ROOKIE）
- 女馬の嘶き（5月22日、大洋図書）共演:川上ゆう
- 旦那にばれた!妻のセックス浮気現場（5月25日、ながえスタイル）
- 世界で一番卑猥な接吻 3（5月25日、ながえスタイル）
- 真正中出しの絶対アングル 2穴アナル真正中出し!!激量11連続!（6月7日 みるきぃぷりん♪）
- こだわりの手コキ 4時間SP 12 35人のハンドメイド（6月15日 隼エージェンシー）
- 衝撃!男の頭まですっぽり入るメガマ○コ 佐伯奈々のスカルファック（6月18日、ROCKET）
- パンスト妄想脚（6月19日、ミル）
- 拷問マゾ玩具 連続イカせ調教 6（7月1日 ワンズファクトリー）
- 初夏のSOD大感謝祭 女子社員も!あの有名女優も!その友達も!全員集合でハレンチゲーム満載SP（7月9日、SODクリエイト）
- キモ男に犯される美人インストラクター（7月13日 マルクス兄弟）
- 巨乳乳美人塾講師 調教レズレイプ vol.11（7月17日 U&K）
- kira☆kiraフェラチオ学園祭-女教師編 Vol.2-（7月19日、kira☆kira）
- スクール水着ローションパイズリ 2（7月19日、イエロー）
- 変態人妻不倫日記（8月7日 桃太郎映像出版）
- 指先ひとつで爆濡れにできる淫乱秘孔（8月6日、Hunter）
- 拘束椅子リターンズ（8月19日、ドグマ）
- 人気のコミニティサイトにAV女優が本気で登録したら素人男性を最短何日で喰えるか?（8月20日、Hunter）
- 禁断の【妄想】プレイルーム（9月4日、アウダースジャパン）
- DOKIレズ 38（9月4日、アウダースジャパン）
- 熟女レズ 肉欲中毒ふたなり華道教室（9月4日、グローバルメディアエンタテインメント）
- 黒タイツが似合う美脚H秘書（9月13日 マルクス兄弟）
- ヌルヌルぬれぬれ競泳水着（9月13日、マルクス兄弟）
- アスリートOL 1 実業団水泳部所属（9月17日 サムシング）
- Girl Friend（9月18日 WEEKENDER）
- チンポコ・マグニチュード ボッキ・チンポコ 男だって潮吹きアクメ（9月19日、ドグマ）
- 力ずくのレズビアンファック 空手家とスケバン（9月25日 ながえSTYLE）
- 淫らな姿のいい女 女教師わいせつ妄想VOL.2（9月25日 FAプロ･プラチナ）
- 超☆制服トランス（10月1日 ワンズファクトリー）
- 雌女anthology ＃74 「女の口は嘘をつく。」（10月9日、アウダースジャパン）
- 元祖!ふたなりオナニー&ふたなりレズSEX（10月13日 AVS）
- hot chocolate 29（10月20日 デジタルアーク）
- 癒らし。VOL.65（11月6日、アウダースジャパン）
- 女監督ハルナの横取りレズナンパ!MM(マジックミラー）号と♂(オトコ）が口説きオトせなかった極カワ素人の高嶺のオマ○コをガチ女好き女優・佐伯奈々が喰いまくる!（11月19日、ディープス）
- 夫の前で…（12月1日  エマニエル）
- 電撃AV引退作品 衝撃!男の頭までスッポリ入るメガマ○コ 佐伯奈々のスカルファックFINAL（12月5日  ROCKET）
- ネオパンストフェティッシュVer.8 170cmナイスバディの奈々ちゃんは、ちょっぴり痴女なノーパンパンスト新人OL（12月13日  AVS）
- ネチョレズ! VOL.4（12月18日 U&K）
- ベロちゅ～&SEX王国 DEEP KISS&SEX KINGDOM FINAL（12月25日 プラチナ）

2010年
- お嬢様のひみつ（1月7日、桃太郎映像出版）
- W2穴生中出し潮吹き浣腸FUCK（1月19日、エムズビデオグループ）
- ダブルおま○こ味くらべ・イキくらべ（1月19日 妄想族）
- 真性アイドル全員中出し!!　4時間（4月9日、アリスJAPAN）
- GALSONA 特別編 003（5月21日、プレステージ）※総集編
- バーチャル3D （12月15日、ネクストイレブン）
- 両性器ミストレス ふたなりスナイパー（12月17日、thẽ K）

2011年
- 両性器SM ふたなりレズビアン調教（2月1日、style art）
- 縄の絡まる時刻（4月13日、BLACK TAIYOH）
- 熟女×少女14組の淫らなレズ 濡れて止まらない敏感マ○コ 4時間（6月1日、LOVE BETES）
- オンナ×おんなにビンビンに勃起する あんなコトやこんなコトされたM男（6月3日、thẽ K）
- M男が我慢できず発射するW手コキフェラ!（6月19日、jam）
- 痴女エステシャンのフル勃起サービス（7月1日、jam）
- Best of 佐伯奈々（8月5日、AUDAZ）

2012年
- 極ピタスーツのむっちりパンスト熟女（4月25日、AVS collector’s）

## 出演

### オリジナルビデオ
- 痴漢（秘）劇場 秘肉の生なぶり(2007年10月5日、竹書房）
- エキサイティングヒロイン 激闘!!マイティーアミー 絶対絶命Ver（2010年10月10日、ZEN） ※「絶対絶命」は誤記ではなく原題ママ
- 最凶バッド・ガールズ  流血全面抗争（2010年）
- 最凶バッド・ガールズ （2011年）

### 一般映画
- 青春Hシリーズ  making of LOVE（2010年8月29日、アートポート） - なつみ 役[5]

### テレビ出演
- オニ発注(2008年5月21日、テレビ東京系）
- エロパラNight(2008年3月4日、GyaOジョッキー）
- エロ生☆パラダイス（2008年10月21日、GyaOジョッキー）
- SDNイジリー(全国独立放送協議会加盟局)

### ラジオ
- 品川近視クリニックpresentsプレラジ（2010年、ラジオ日本）